# 2529 Rockwell Kent
2529 Rockwell Kent è un asteroide della fascia principale. Scoperto nel 1977, presenta un'orbita caratterizzata da un semiasse maggiore pari a 2,5338726 UA e da un'eccentricità di 0,0954932, inclinata di 4,40222° rispetto all'eclittica.
L'asteroide è dedicato a Rockwell Kent, artista statunitense.